# Асемічне письмо

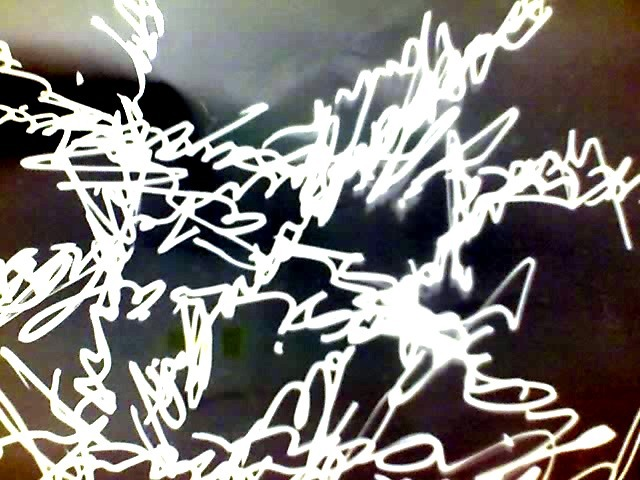
Асемічне письмо Марко Джовенате

Асемічне письмо — семантичний тип письма, що не передбачає використання слів. Поняття асемії походить від психопатології й означає нездатність розуміти будь-які символи чи знаки. В широкому сенсі, «асемічний» означає «позбавлений специфічного семантичного значення».
З цією неспецифічністю асемічного письма виникає вакуум значення, що залишає читачеві місце для наповнення та інтерпретації. Все це є схожим на те, як людина виводить значення з абстрактного твору мистецтва. Відкрита природа асемічних праць дозволяє значенню виникати транслінгвістично (тобто асемічний текст може бути прочитаним у схожий спосіб незалежно від рідної мови читача). Іншою можливістю для асемічної роботи є надання її символізму різних значень.
1997 року візуальні поети Тім Ґейз та Джим Лефтвіч вперше вжили слово «асемічний» для назви їхніх квазікаліграфічних письмових жестів. Тоді вони почали надсилати їх у друковані та електронні поетичні журнали. Автори досліджували підсловесні та підбуквенні форми письма, а також текстуальну асемію як творчу опцію і навмисну практику. З кінця 1990-их асемічне письмо поширилось як всесвітній літературний/мистецький рух. Він особливо стрімко розвивався на початку 21 ст., хоча є підтвердження тривалої складної історії, що передувала діяльності сучасного асемічного руху, особливо щодо абстрактної каліграфії, безсловесного письма і нерозбірливе словесне написання.